# 愛·滿人間
是一部於2018年上映的美國歌舞奇幻喜劇電影，由羅伯·馬歇爾執導。本片為1964年電影《歡樂滿人間》的續集，而《歡樂滿人間》改編自P·L·卓華斯的小說系列《瑪麗·包萍》。主演包括愛蜜莉·布朗、林-曼努爾·米蘭達、本·威士肖、艾蜜莉·摩提默、茱莉·華特絲、迪克·凡·戴克、安吉拉·蘭斯伯里、哥連·費夫和梅麗·史翠普。
電影於2018年12月19日在美國上映。

## 劇情
大蕭條時期的倫敦，人心惶惶，處處可見蕭瑟寂寥，班克斯一家更是壟罩在低氣壓之下，三個孩子因為喪親之痛，鬱鬱寡歡，父親麥可班克斯束手無策。就在他幾乎失去所有希望的時候，神奇的魔法從天而降，麥可兒時的褓母瑪莉包萍（愛蜜莉·布朗 飾）驚喜現身！瑪莉開朗樂觀、充滿活力，還有許多古靈精怪的主意，而她的出現，彷彿是一道清新曙光，讓低迷許久的麥可和三個孩子，有機會走出陰霾傷痛，找回笑容重新去愛。

## 演員
- 愛蜜莉·布朗 飾演 瑪麗·包萍（英语：Mary Poppins (character)）[3][4]
- 林-曼努爾·米蘭達 飾演 傑克[5]
- 本·威士肖 飾演 麥可·班克斯[6]
- 艾蜜莉·摩提默 飾演 珍·班克斯[7]
- 皮格茜·戴維斯（英语：Pixie Davies） 飾演 安娜貝爾·班克斯[8]
- 納旦尼爾·薩利赫（Nathanael Saleh） 飾演 約翰·班克斯
- 喬爾·道森（Joel Dawson） 飾演 喬治·班克斯
- 茱莉·華特絲 飾演 艾倫[9]
- 哥連·費夫 飾演 威廉·「威瑟瑞爾」·威爾金斯[10]
- 梅麗·史翠普 飾演 糊塗·包萍[11]
- 迪克·凡·戴克（英语：Dick Van Dyke） 飾演 小戴維斯先生[12][13]
- 安吉拉·蘭斯伯里 飾演 氣球女士[12]
- 大衛·華納 飾演 退役海軍上將
- 傑里米·斯威夫特（英语：Jeremy Swift） 飾演 漢密爾頓·古丁

## 製作
2015年9月14日，迪士尼宣布將製作新《歡樂滿人間》的電影。2016年5月，迪士尼公布電影命名為《Mary Poppins Returns》。

### 拍攝
正式拍攝於2017年2月10日在英國薩里郡謝珀頓影業進行，動畫部分則由華特迪士尼動畫工作室和皮克斯動畫工作室聯合製作。

## 發行
電影於2018年12月19日於美國上映。

### 評價
爛番茄根據354條評論，持有79%的新鮮度，平均得分7.26／10。在Metacritic上，電影獲得了66分。據CinemaScore調查，觀眾的評價在A+至F落於「A-」。